# Dąbrowica (powiat koniński)
Dąbrowica – wieś w Polsce, położona w województwie wielkopolskim, w powiecie konińskim, w gminie Rzgów.
| SIMC    | Nazwa    | Rodzaj    |
| ------- | -------- | --------- |
| 0293924 | Lisiniec | część wsi |

W latach 1975–1998 miejscowość należała administracyjnie do województwa konińskiego.